# Проезд Русанова
Проезд Руса́нова — улица на севере Москвы в районе Свиблово Северо-Восточного административного округа между Снежной улицей и Лазоревым проездом.

## Происхождение названия
Назван в 1964 году в честь Владимира Александровича Русанова — полярного исследователя, участника семи экспедиций на Новую Землю. Название входит в комплекс московских названий, связанных с именами полярных исследователей (улица Малыгина, Берингов проезд и др.).

## Расположение
Проезд Русанова проходит с востока на запад, начинаясь от Снежной улицы у станции метро Свиблово и заканчивается на Лазоревом проезде рядом с поймой Яузы.
Был образован вдоль путей ныне закрытой железнодорожной ветки Бескудниково — Лосиноостровская.

## История
- 1900 год — открывается железнодорожная ветки Бескудниково — Лосиноостровская, на месте современного проезда Русанова расположена роща
- начало 1930-х — началось строительство комплекса административных и жилых зданий городка Института пути севернее современного проезда Русанова
- не раньше 1939 года — образован проезд с южной стороны от ж/д путей[1]
- 1945 год — открыта станция «Институт пути» на проходящей вдоль проезда Бескудниковской ветке
- 1955 год — расширение городка Института пути, строительство Экспериментального завода путевых машин ВНИИ Железнодорожного транспорта (Демонстрационный испытательный корпус путевых машин ЦНИИ) (проезд Русанова, дом 2)[2]
- 1960 год — местность вошла в состав Москвы — Дзержинский район
- 1960 год — построена канализационная насосная станция «Институтская» (проезд Русанова, дом 8)
- около 1963—1965 — строительство нового микрорайона (будущий 23-й микрорайон Свиблова) на нечетной стороне проезда силами СУ-5 [3][4]
  - пятиэтажные жилые здания серии К-7 (без балконов, с мусоропроводами)
  - 1963—1964 годы — строительство трёх детских садов серии VI-13 в глубине квартала
    - проезд Русанова, дом 9 корп. 2 — Детский сад № 227—1963 год
    - проезд Русанова, 15 стр. 1 — Детский сад № 294 с ясельной и ортопедической группами — 1963 год
    - проезд Русанова, 23 корп. 1 — Детский сад № 1707 для детей с нарушением речи — 1964 год

  - 1964 год — одноподъездные блочные жилые дома серии II-18-01/09 (проезд Русанова, дом 1 и дом 35)
  - 1964 год — магазины «Галантерея» (Магазин № 31 Останкинского промторга[5][6]) с булочной на первом этаже (проезд Русанова, дом 25) и винный магазин (проезд Русанова, дом 17)
- 1964 — начало действия автобусного маршрута 117 «Проезд Русанова — Метро ВДНХ»[7]
- 1969 год — местность включена в новый Бабушкинский район Москвы
- 1976 год — закрыт перегон от станции Институт пути до платформы Дзержинской
- 1978 год — открытие станции метро Свиблово в начале проезда Русанова
- 1987 год — окончательное закрытие железнодорожной линии, на месте бывших железнодорожных путей начинают появляться гаражи
- 1987 год — построены три 17-ти этажных дома П-44 в начале проезда Русанова (Снежная улица, 25, 27 корп. 1, 27 корп. 2)[8]
- 1991 год — включение в новосформированный район Свиблово
- 1994 год — строительство здания МВД (Игарский проезд, 9)
- 1997 год — строительство 17-ти этажного дома серии П-44 (Игарский проезд, 17)
- 2000 год — строительство 17-ти этажного дома серии П-44 (Игарский проезд, 13)
- 2001 год — строительство 16-ти этажного дома по индивидуальному проекту (Снежная улица, 23)
- 2000-е — программа сноса пятиэтажек первой серии и строительство 17-ти этажных жилых домов серии П-44Т/К[9]
  - 2005 год — Снежная улица, 19
  - 2008 год — проезд Русанова, 5
  - 2012 год — проезд Русанова, 9
  - 2014 год — проезд Русанова, дома 7, 11, 25 корп 1
- 2016 год — построен 24-х этажный муниципальный жилой дом по адресу «Русанова, 31»
- 2025 год — построен новый корпус школы на 550 мест (проезд Русанова, корпус 50 — во дворе дома 25 корп 1)

## Учреждения и организации
- Дом 9, корпус 2 — Школа «Свиблово», учебный корпус 10 ГБОУ (бывший детский сад No.227);
- Дом 15, корпус 2 — Школа «Свиблово», учебный корпус 7 ГБОУ (бывший детский сад No.294);
- Дом 23, строение 1 — Школа «Свиблово», учебный корпус 9 ГБОУ (бывший НШДС No.1707);
- Дом 35 — в этом доме жили В. М. Шукшин и А. А. Шамаро.

## Галерея

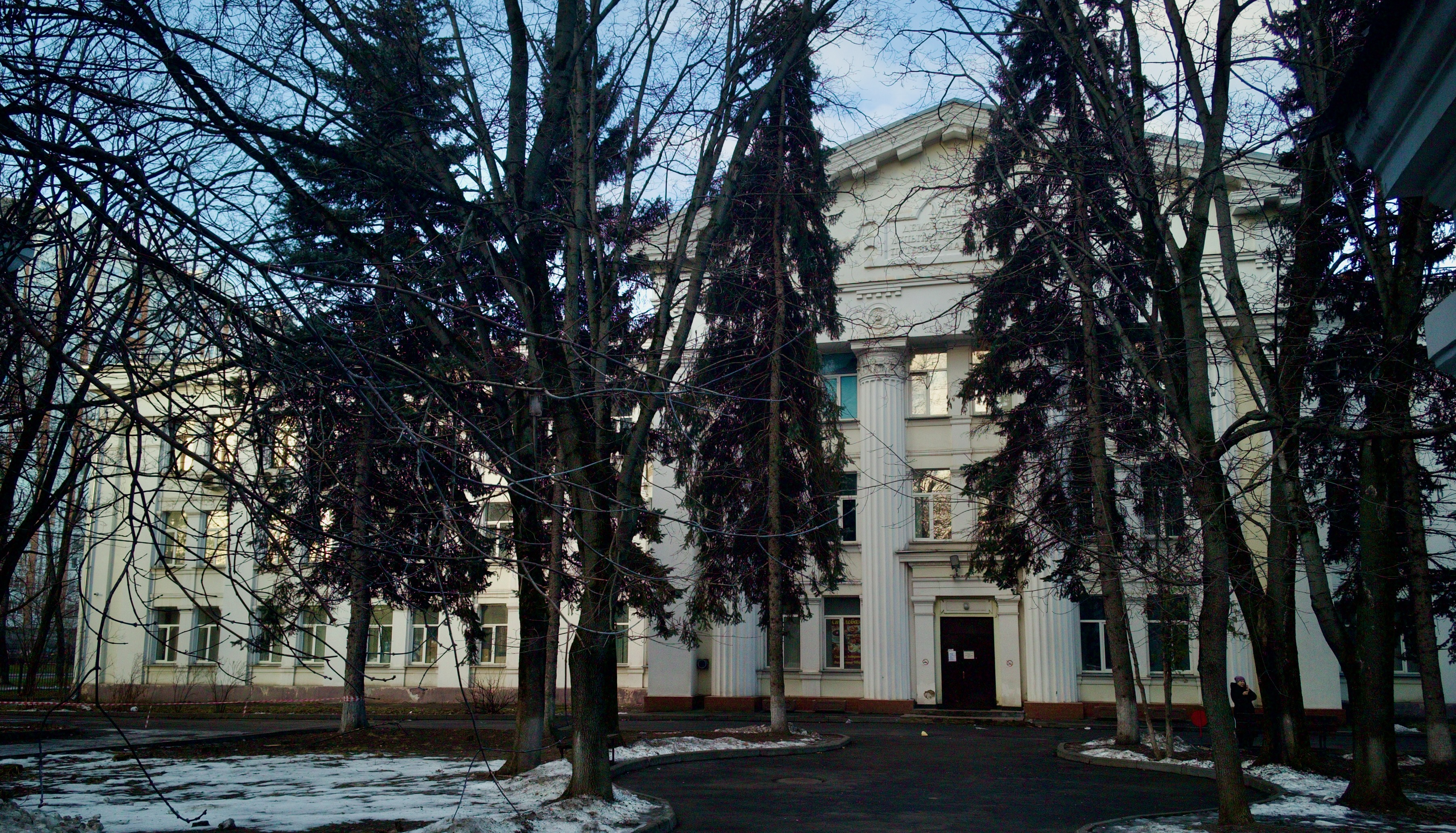
Русанова 2 - МПС Демонстрационно-испытательный корпус путевых машин ЦНИИ (построен в 1955 году)
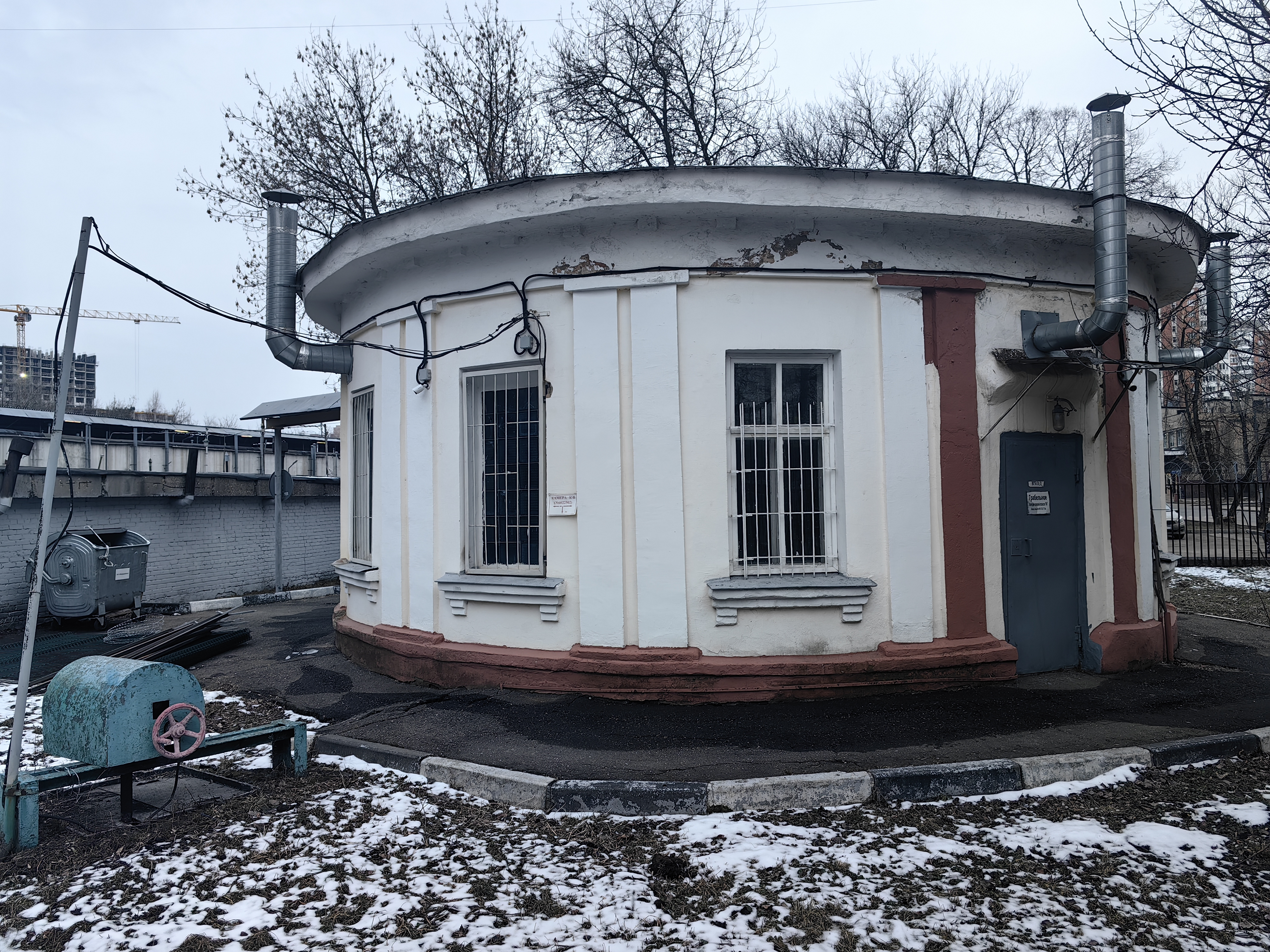
Насосная станция (построена в 1960 году)
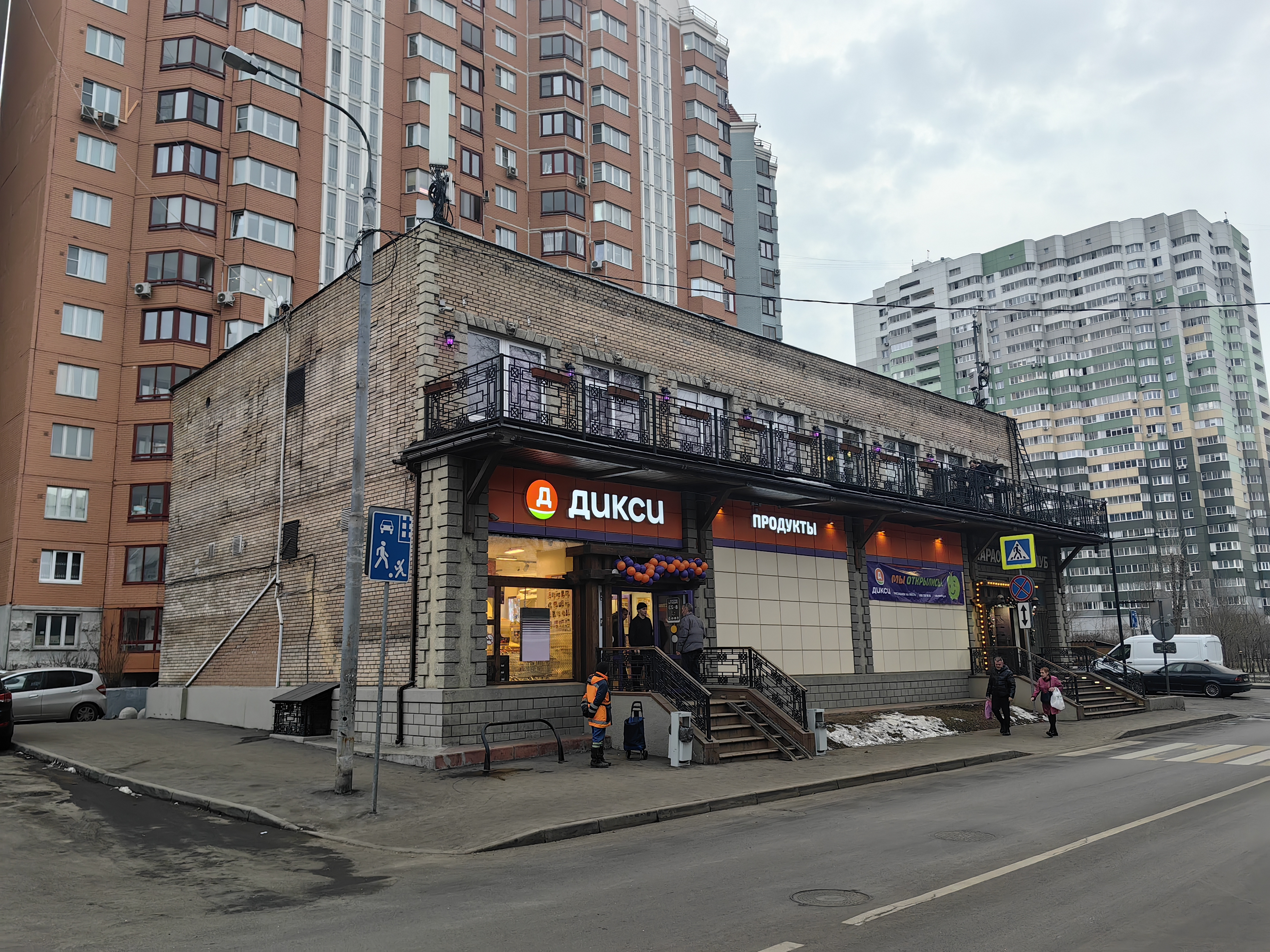
Магазин «Галантерея» (построен в 1964 году)
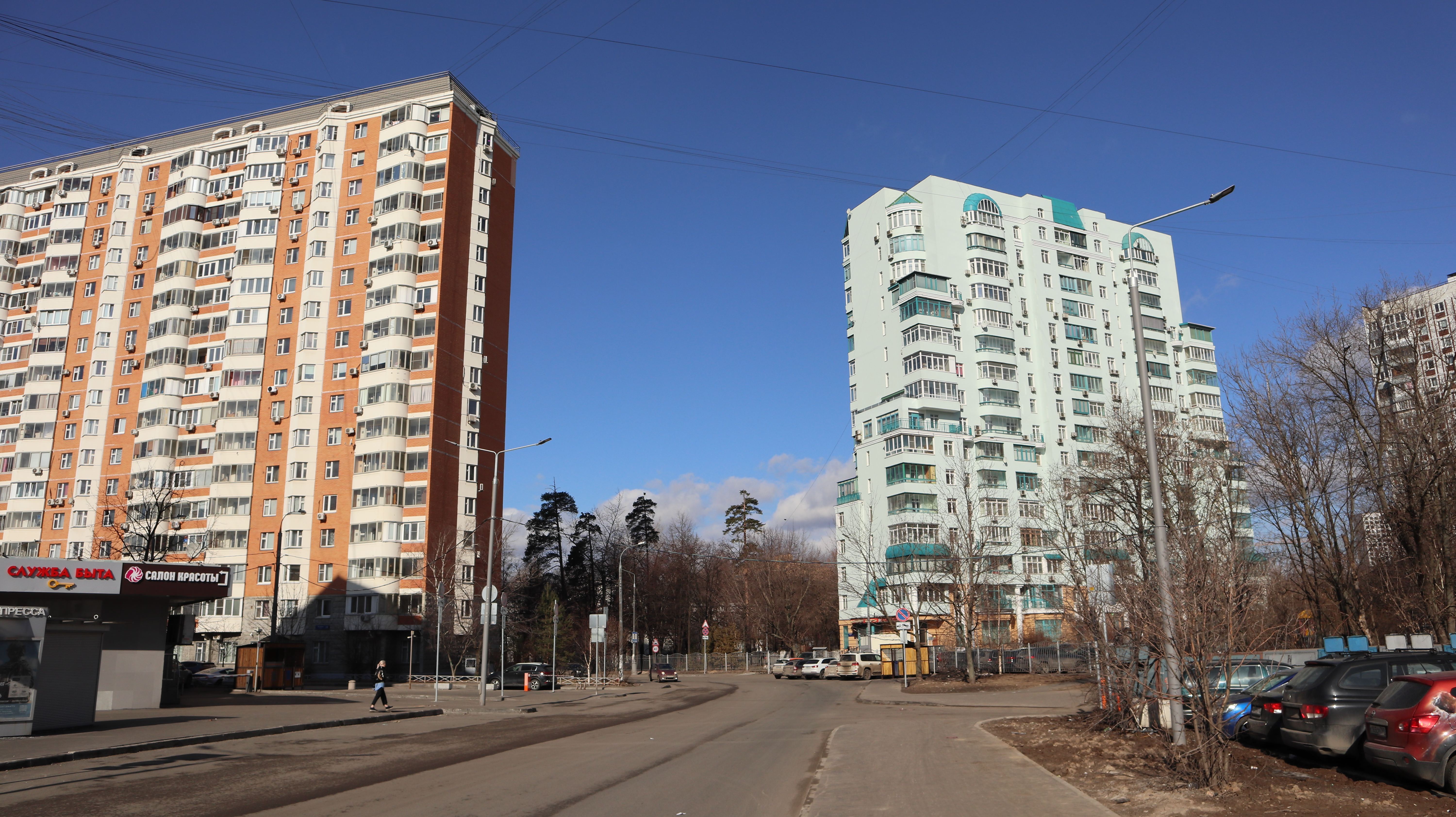
Дома в начале проезда Русанова (построены в 2005 и 2001 годах)
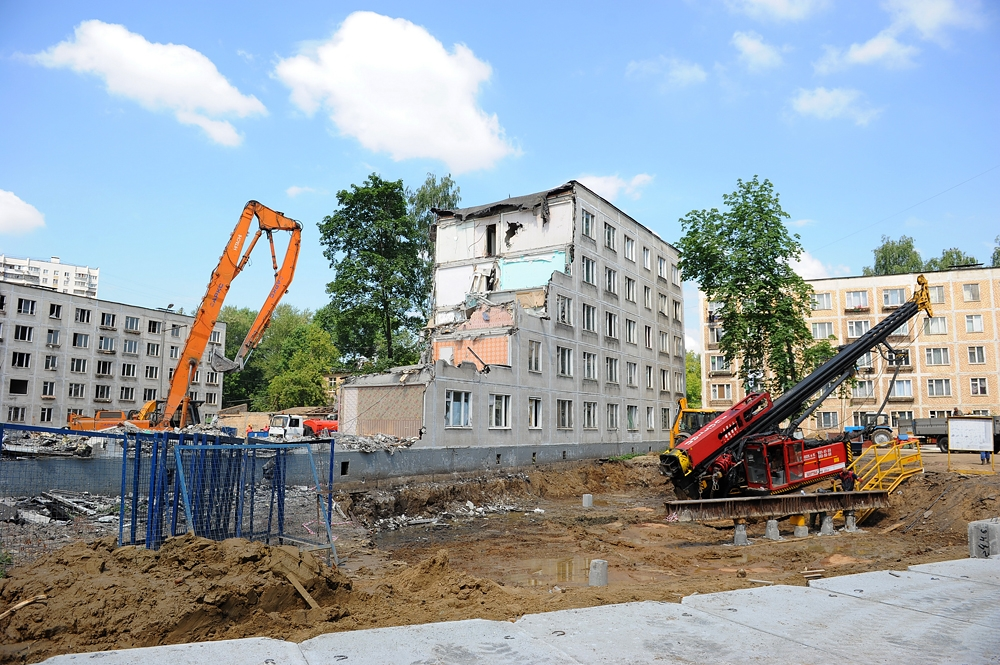
Русанова 9 — Снос пятиэтажек в (2013 год)

## Общественный транспорт
По проезду проходят маршруты автобусов:
- 176 Платформа Лось —  Свиблово — Проезд Русанова
- 185 Платформа Лось — Бабушкинский парк — Проезд Русанова —  Ботанический сад/ Ботанический сад
- 195 ВДНХ (Главный Вход) —  ВДНХ —  Ботанический сад/ Ботанический сад —  Свиблово — Проезд Русанова
- 380 Проезд Русанова —  Свиблово —  Отрадное — Платформа Дегунино